# АСФАН
АСФАН (полное название фр. Association Sportive des Forces Armées Nigériennes) — футбольный клуб из Нигера. Выступает в национальной Премьер-лиге. Домашний стадион — Стадэ ду Камп Багаги Ийя (Ниамей), хотя матчи международного уровня АСФАН проводит на более крупной арене — стадионе им. генерала Сейни Кунче. Клуб принадлежит Вооруженным силам Нигера.
АСФАН является единственным футбольным клубом из Нигера, побеждавшим на международных турнирах (в 1996 году команда выиграла чемпионат Западной Африки, победив в финале Ист Энд Лайонз).

## Достижения
- Премьер-лига Нигера: 3[2]

1971, 1975, 2010.
- Кубок Нигера: 3[3]

1995, 2009, 2010.
- Клубный чемпионат Западной Африки: 1

1996.

### Международные соревнования
- Кубок конфедераций КАФ:

2009 — предварительный раунд
2010 — четвертьфинал
- Лига чемпионов КАФ:

2011 — предварительный раунд

## Известные игроки
- Оуво Мусса Маазу[4]